# Akiruno (Tokio)
Akiruno (あきる野市 Akiruno-shi?) es una ciudad situada ciudad ubicada en Tokio Occidental, la parte occidental de la Metrópolis de Tokio, Japón. 
El 1 de abril de 2021, tenía una población estimada de 80 177 habitantes y una densidad de población de 1100 hab./km².  El área total de la ciudad es de 73,47 km².
La ciudad fue fundada el 1 de septiembre de 1995.

## Historia
La ciudad se asentó en 1995 junto a la frontera con la ciudad de Akinawa e Itsukaichi.
La ciudad de Akigawa fue establecida en el pueblo de Akita en 1995 junto a Higashi-akiru, Nishi-akiru, y Tasai, que más tarde subirían a la categoría de ciudad y serían renombradas en 1972.

## Educación
En Akiruno existen varias escuelas primarias y secundarias.
La Junta de Educación del Gobierno Metropolitano de Tokio se hace cargo de las escuelas secundarias públicas. Dos de las más importantes son el Akirudai High School y Itsukaichi High School.